# オートロック
オートロックは、ドアが閉まると自動的に施錠する仕組みを持った錠またはそれを中心とするシステムの総称。「自動」を意味する auto と「錠」を意味する lock を組み合わせた和製英語である（後述）。

## 概説
オートロックとは、エントランスのドアを自動施錠し、カード、暗証番号、ドアの内側からの操作によって、解錠を行うシステムをいう。
英語ではオートロックのドアのことをオートマティカリー・ロッカブル・ドア (automatically lockable door) と言い、オートロックを備えているものをオートマティカリー・ロックト～ (automatically locked ...) と言う。
代表的な設置場所は一戸建て住宅やマンション、ホテル、テナントビルなどであるが、それぞれに採用される設備の仕組みは以下のように異なる。また、鉄道車両においては、都心部の一部の地下鉄路線や地方の閑散路線などワンマン運転を実施している路線で導入されている。
仕組み上、鍵やカードを室内に置き忘れたまま外出し、締め出されるミスが起こりやすいため注意が必要である。後述のホテルのオートロックでは、キーホルダーが、居室内の電灯全体のオン/オフスイッチを兼ねるなど、人為的なミスを減らす対策はとられつつある。
なお、施錠されていても内側（入室者）からはドアノブの操作だけで解錠できる方式をアンチパニックという。

## マンションのオートロック
マンションのオートロックシステムは、居住者が住戸側のインターホンの通話・映像で来訪者を確認したうえでエントランス（共同玄関）から入館させることができる。セキュリティシステムの一つとして広く採用されている。
通常は建物の新築時に設備として設計・施工されるが、既存マンションの大規模修繕等にあわせて後付けで設置されるケースも増加している。
テナントビルや学校等でも同様のシステムが採用される場合がある。

### システム構成と仕組み
インターホンシステムと電気錠システム（または自動ドア）で構成される。
- 平常時はエントランスの電気錠（自動ドア）は施錠された状態が基本である。（停電などの異常時は、住宅では解錠された状態に設定されていることが多い。）
- 来訪者がエントランスに設置された玄関インターホンから訪問したい住戸を呼び出し、居住者は住戸側のインターホンの操作で電気錠を遠隔開錠する。
- 居住者は各戸の鍵または相当物（「機能の進化」項を参照）により開錠、入館できる。
- 建物から外に出る場合は、押しボタンや自動ドアのセンサーなどにより開錠できる。
- 出入りが済みドアが閉じると、自動的に施錠される。

### 機能の進化
- インターホンは通話のみのものからモノクロモニター付きへと進化し、カラーモニター付きとなっている。
- 居住者の入館用として鍵の代わりにカードリーダーや非接触ICカードが採用される例も増えている。
- エントランスに加え、エレベーターホールなどにもオートロックを設置し、セキュリティ性を高める「ダブルオートロック」を採用する例も増えている。
- エレベーターとの連動により、インターホンの呼び出しや、カードリーダーの情報から目的の階を判断し、その階に自動的にエレベータを停止させるシステムも普及が進んでいる。
- オートロックが無い既存のマンションへの後付け用として「電話インターホン」がある。この装置の場合、各室にインターホン子機を設置せず、電話回線経由で各室の電話もしくは携帯電話を呼び出す。そのため設置費用が比較的安い。使い方は、インターホン子機同様で電話対応後トーン信号を押す事によりドアが開くシステムが一般的。またレイアウトが煩雑に変更される商業ビルなどでも使用されている。非接触ICカードリーダーと一体となったものもある。スマートフォンからオートロックの解錠も可能になり、いわゆる物件をIoT化できるとともに、再配達問題の解消にも繋がるとされている。

### メーカー
- アイホン株式会社 : オートロック対応のインターホンシステム。
- パナソニック電工株式会社 : オートロック対応のインターホンシステム。
- 株式会社ブレイブシステムズ : オートロック対応のインターホンシステム。
- 株式会社Robot Home : オートロック対応のインターホンシステム。
- 岩崎通信機株式会社 : オートロック対応のインターホンシステム。
- 美和ロック株式会社 : 電気錠、非接触キーリーダー等。
- 株式会社ゴール : 電気錠、非接触キーリーダー等。
- サンノーベルマトリックス電子 : 既設の電話回線を利用するため、各居室への配管施工が不要なので安価かつ短納期。

### 注意事項
上記の仕組みにより不要な侵入者を極力抑止することを目的とする設備ではあるが、居住者や他の来訪者の後について入館する「共連れ」などの方法で侵入される可能性はあり、万能ではない。「完全にシャットアウトできる」という過信は禁物である。一方、エントランスが平常時に施錠されているか、開放されているかの違いは大きく、また、犯罪者の心理としてガードの固い建物は避ける傾向にあることから、オートロックは基礎的なセキュリティ設備と考えるべきである。
その上で、設備の充実と、居住者、管理者の意識や運用面の配慮で、その効果を最大限に生かすことが望ましい。
- モニターテレビ付きインターホンを採用し、来訪者を十分確認する。
- 解錠用の暗証番号を外部の人に教えない。また定期的に変更する。
- 防犯カメラ等と合わせてセキュリティの向上を図る事が望ましい。
- エントランスを出入りする際に、不審な共連れ入館者がないか、居住者自身で目配りを心がける。
- 玄関前に直接来た来訪者もインターホン等でしっかり確認をし、安易にドアを開けない。

更にオートロックの脆弱性について説明を加えると、自動ドア下部には全メーカー共に7 - 10ミリの隙間が有る。この隙間からモノを差込み居住区側のロック解錠センサーを誤動作させ不正開扉し侵入する「差込侵入」もあるため不正開扉防止具「オートロックガード」で隙間を塞ぎ防犯性能を向上させる方法もある。
ただ一般的に言える事だが、仕組みが複雑になるとスペアキーが作り難くなるなど利用者の立場からみても何かしら不便な面も避けられない。また郵便配達等もエントランスより先に入れない事が多いため、そのような建物では玄関先ではなくエントランスまで新聞を取りに行かなくてはならない。

## 会社・ビルのオートロック
会社・ビルにもオートロックシステムが導入されていることがある。雑居ビルなどでは守衛などを配置して入館者を管理していることが多いが、人件費がかかることから、オートロック化されていることが多い。なお昼間は解錠されており、夜間のみオートロックになっていることも多い。

### システム構成と仕組み
通常は電話機システムと電気錠システム（または自動ドア）および非接触カードリーダーで構成される。
- 平常時は入り口の電気錠（自動ドア）は施錠されている。（停電などの異常時は、施錠し続ける状態に設定されていることが多い。これは情報保全の観点によるが、集合住宅の装置と異なりドアの電気錠に物理的な鍵穴があり、しかるべき人物が解錠できるためでもある。）
- 接触カードリーダー、非接触カードリーダー、非接触ICチップリーダー、テンキー、生体認証装置などが設置されており、従業員もしくはテナントはこれらの認証を経て入館する。
- 訪問者は入口に設置された受付電話から訪問先を呼び出し、訪問先は解錠するときは電話機に付いた解錠ボタンを押すかもしくはトーン信号を送って解錠してもらうことができる。しかし、情報保全の観点により、訪問先の人物が迎えに出る例も多い。
- 建物から外に出る場合は、押しボタンや自動ドアのセンサーなどにより解錠することができる。
- 出入りが済みドアが閉じると、自動的に施錠される。
- 電気錠連動の構内交換電話システムを使用することが多いが、後でつけるのであれば訪問先からのトーン信号のみで解錠できる安価な電気錠解錠装置もある。（マトリックス電子 受付解錠装置）

### メーカー
- 日立パワーソリューションズ : デバイスや建屋、その他の入退館システムとの連携まで総合的な導入が可能。
- パナソニック システムネットワークス : 電気錠連動構内交換電話システム
- ナカヨ電子サービス : 電気錠連動構内交換電話システム
- マトリックス電子 : 受付解錠装置（通話中トーン信号で解錠。受付からトーン信号を送っても開かない。安価）

## ホテルのオートロック
ホテルのオートロックは、客室のドアに設置され、ドアが閉まると自動的に施錠する錠前で、「ホテル錠」とも呼ばれている。

## 鉄道車両の電磁鎖錠システム

### 都心部の一部の地下鉄路線
主に都市部においてワンマン運転を行っている地下鉄などの路線では乗務員室と客室との仕切部にある仕切扉に電磁鎖錠（でんじさじょう）と呼ばれるオートロックシステムを導入している。

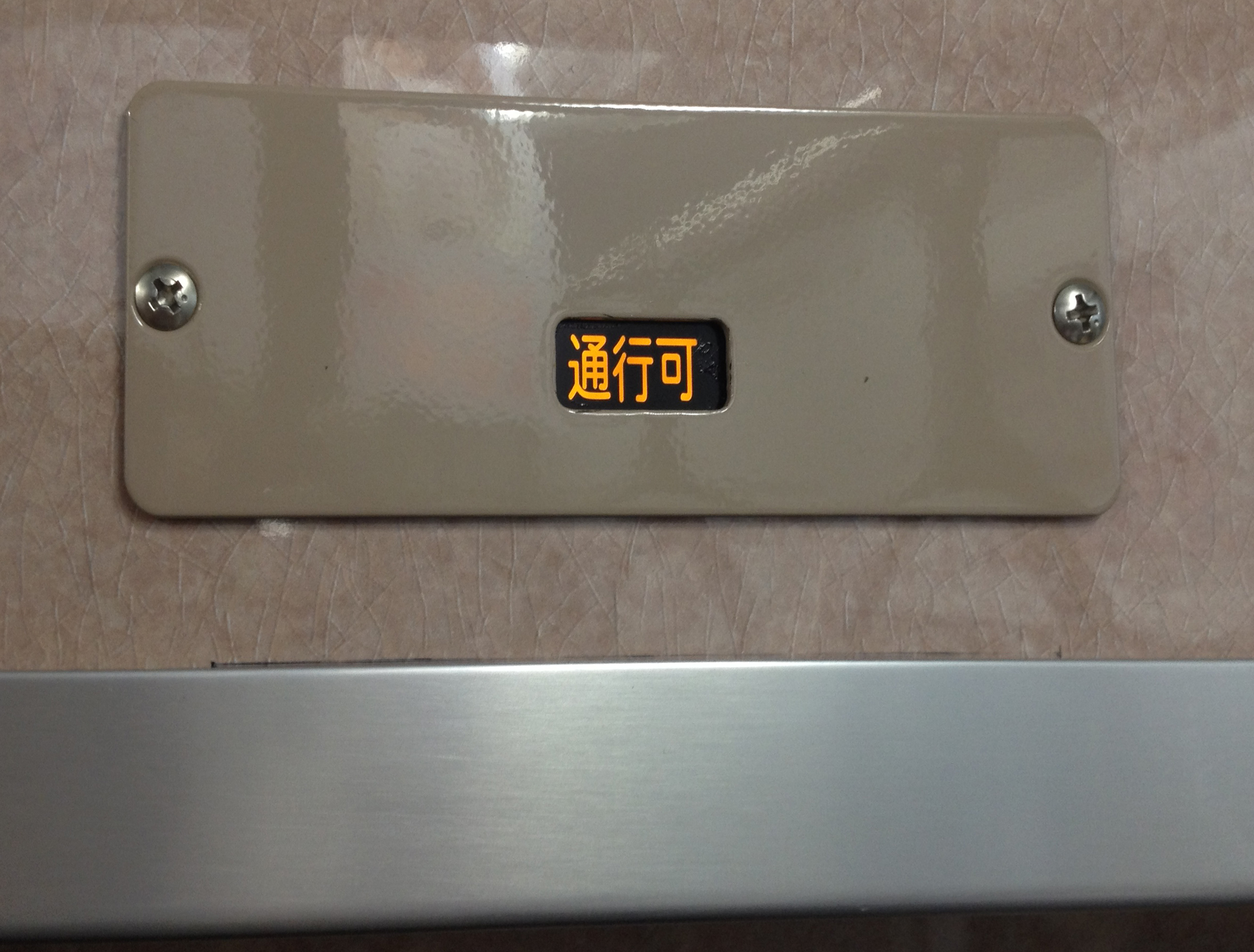
東急5050系 通行表示灯 (点灯中)

2005年（平成17年）に韓国で発生した大邱地下鉄放火事件による鉄道に関する技術上の基準を定める省令改正により、ワンマン運転を行う地下鉄などでは本装置の設置が義務付けられている。
このシステムのない通勤形車両の仕切扉はからくりを使った簡単なものである。（主に小田急電鉄が使用している）この場合には乗務員室側からは前述の錠で、客室側から開けるには専用の鍵（ラッチキー、忍錠（しのびじょう）などと呼ばれる）で開けることになる。
一方、電磁鎖錠システムのある車両では乗務員室側にサムターン形の錠があり、扉を開けて閉めると自動で錠が掛かる。客室側から開けるには、前述のラッチキーで開けることになる。車両によって異なるが、扉をあけると両先頭車でブザーが鳴動するものや、モニタ装置に表示をして乗務員に知らせる機能がある。
ワンマン運転を行っている路線では運転士の乗務している先頭車から後方の先頭車の仕切扉の鎖錠・解錠を押しボタンで遠隔操作ができる。これは乗務員室内に設置した仕切開戸制御器（しきりひらきどせいぎょき）と呼ばれる装置で制御され、操作スイッチは仕切開戸操作器と呼ばれる。操作スイッチは運転台周辺に1か所設置されている。
このシステムは緊急時に乗客を避難させる場合等に使用するものである。列車走行中に緊急避難が必要とされる非常事態が発生した場合、運転士が列車を緊急停止させ、後方車両の仕切開戸を遠隔操作で解錠して後方車両の旅客への避難路を確保する。解錠された場合には扉上部の表示灯に通行可と表示される。例えば都営地下鉄三田線用の6300形や東京メトロ南北線用の9000系車両では「非常の場合 係員の指示に従ってドアを手であけてください」と案内シールがある。
都営地下鉄6300形・東京地下鉄9000系の設置例

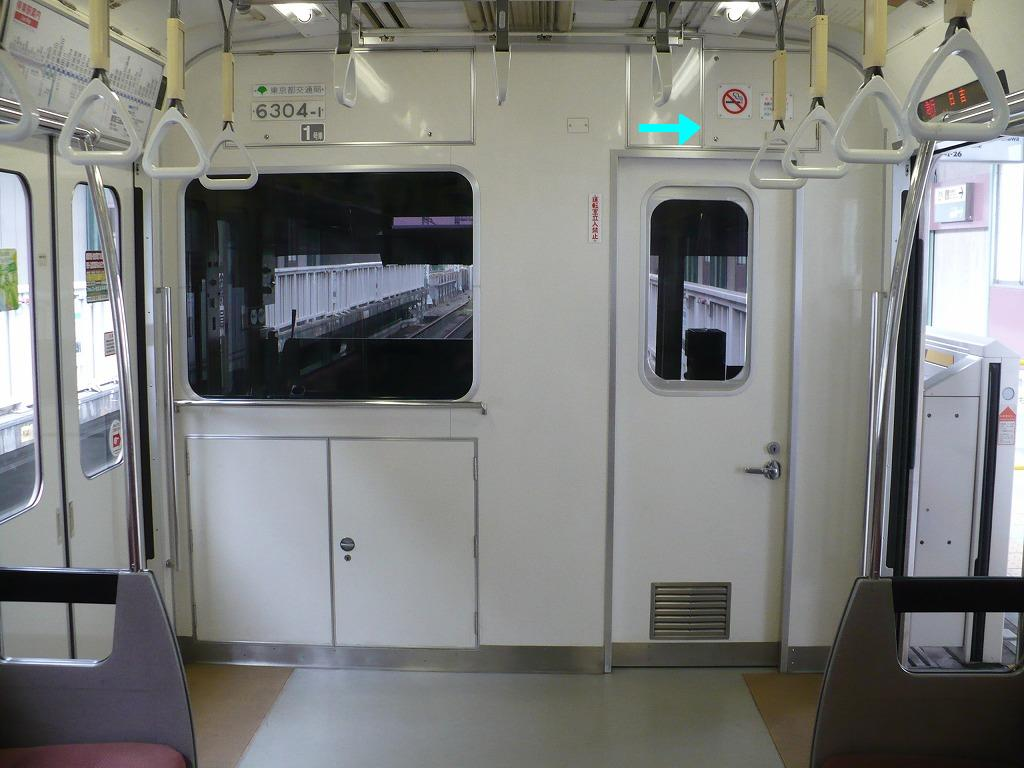
都営6300形の乗務員室仕切壁。右上の青矢印部に通行表示灯がある。
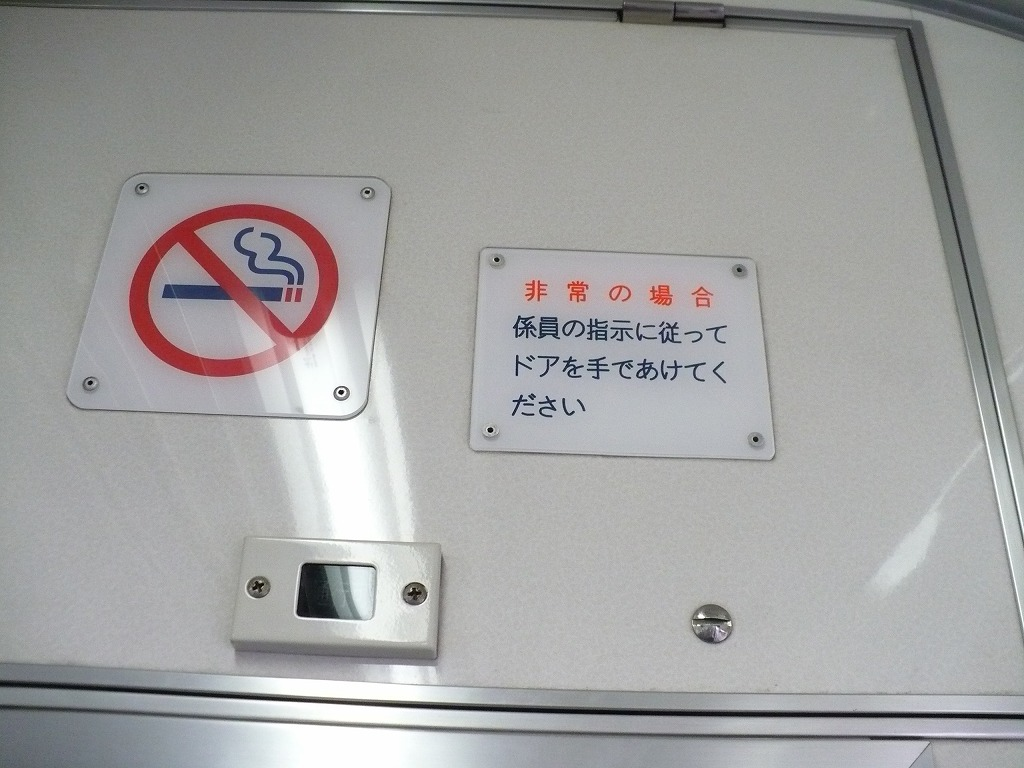
6300形の通行表示灯周り。「通行可」の文字が見える。
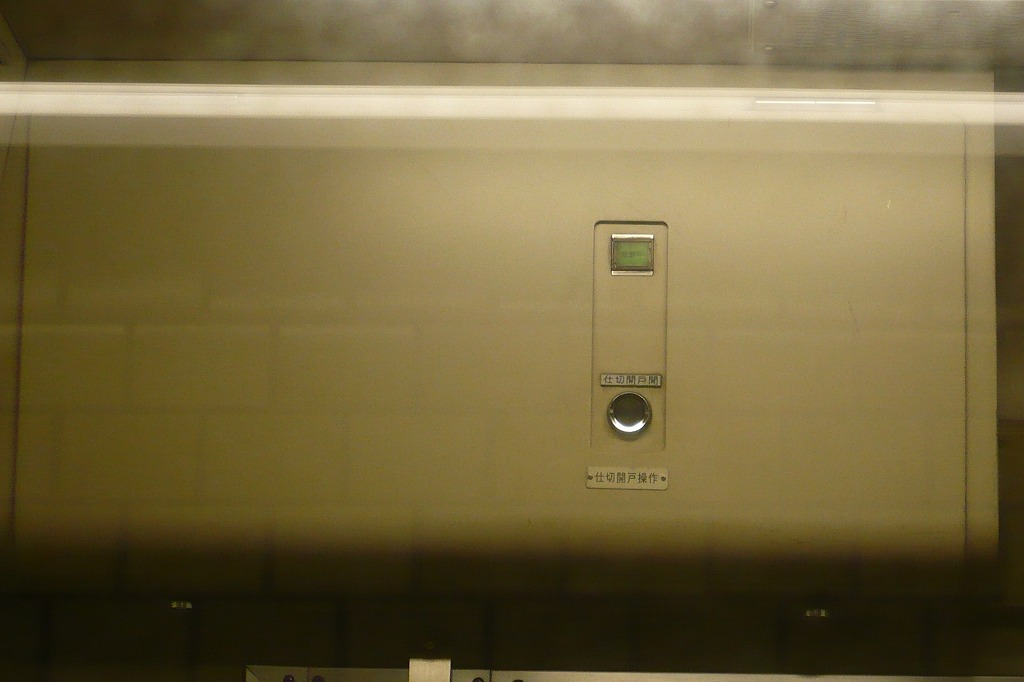
6300形の側面乗務員室扉上部にある仕切開戸操作スイッチ。ボタンを押すと解錠される。
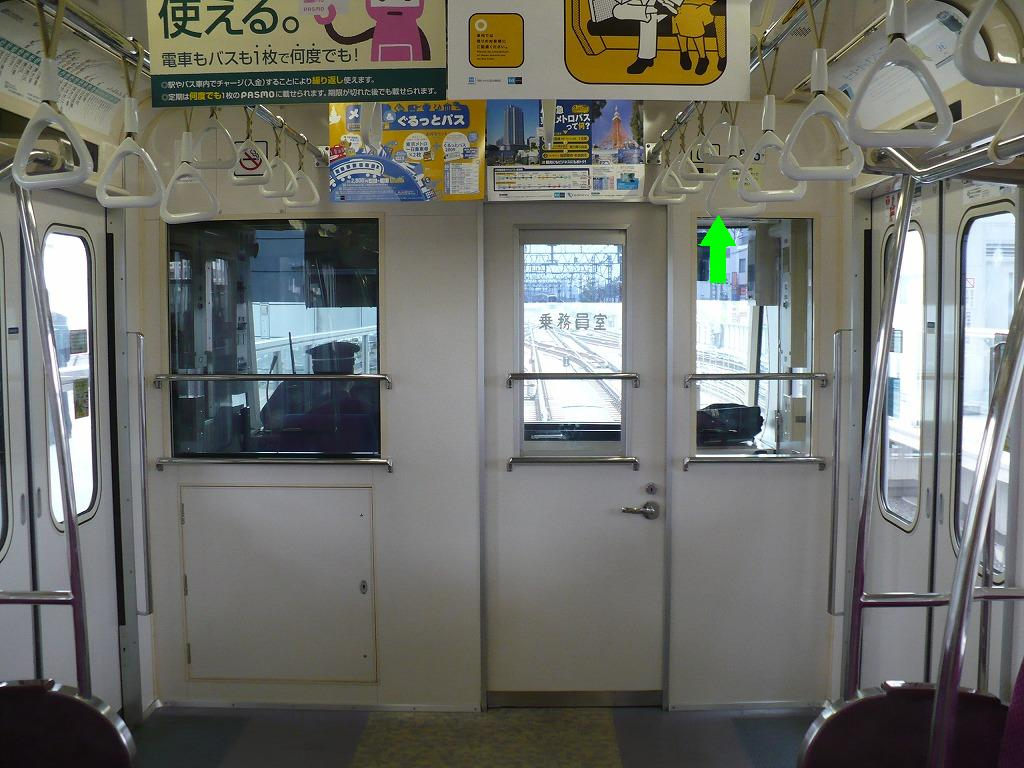
東京地下鉄9000系の乗務員室仕切壁。右上の緑矢印部に通行表示灯がある。
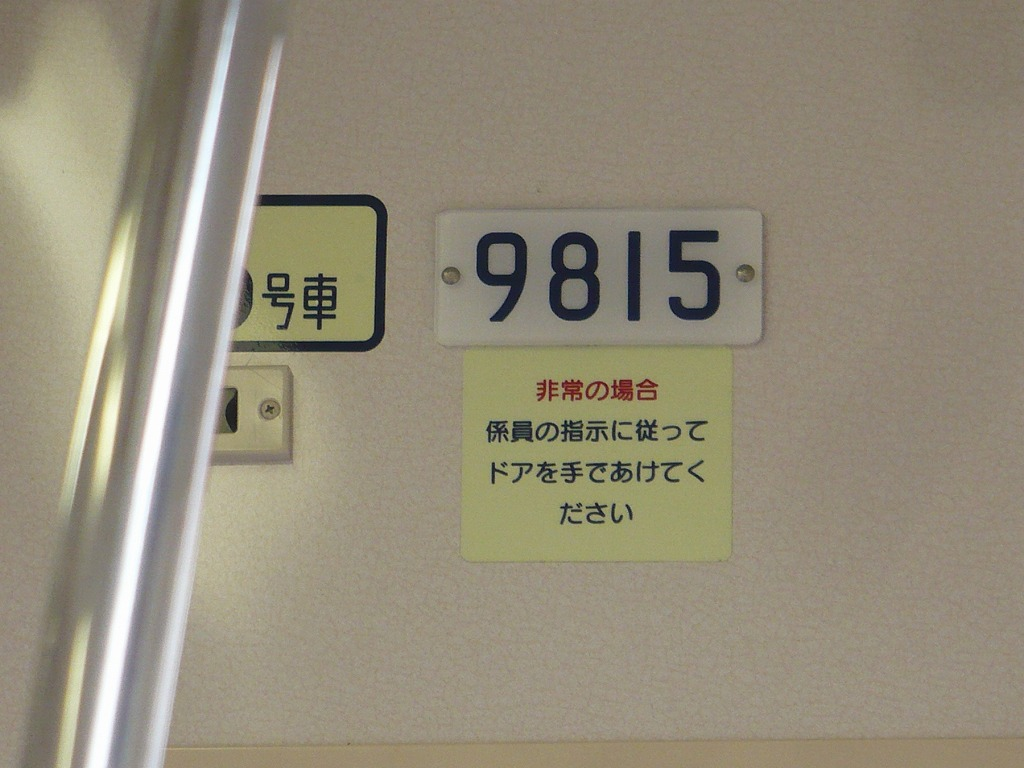
9000系の通行表示灯周り。切れているが、左端の「号車」の下に通行表示灯がある。

### 設置されている路線例（乗り入れ他社車両を含む）
- つくばエクスプレス線
- 東京メトロ丸ノ内線
- 東京メトロ副都心線
- 東京メトロ南北線
- 都営地下鉄三田線
- 都営地下鉄大江戸線（通行表示灯ではなくランプ式）
- 埼玉高速鉄道線
- 東急目黒線
- 東急池上線・東急多摩川線
- 東急こどもの国線
- 横浜市営地下鉄

### 地方の閑散路線
地方の閑散路線では、開き戸ではなくバスのような折り戸が用いられていることがある。閉扉すると車内側からエアーシリンダーによって押さえつけられるが、構造上、車外側からの力に弱い。そこで、車内側扉上部に速度感知式ドアロックが設置されている。これは、列車が一定の走行速度に達すると雨戸のサルに相当する金属棒が突出し、一定速度を下回ると金属棒が引き上げられるものである。